# 蘭雨
蘭雨（らんう）とは、江戸時代の浮世絵師。

## 来歴
師系・経歴不明。蘭雨と号す。作画期は明和の頃とされ、絵暦や滑稽本の挿絵を描く。

## 作品
- 『当世滑稽談義』　滑稽本　※明和8年、伽藍堂作
- 「反魂香」　中判絵暦　※明和2年（1765年）、旧ベベール・コレクション 。「艸窗湖礫考」、「蘭雨画」とあり、その下に「桑」印があり「桑木」または「桑田」などの略称とみられる。
- 「安宅の関」　中判絵暦　※明和2年。「花徑工　蘭雨画」の落款あり